# 6447 Террікоул
6447 Террікоул (6447 Terrycole) — астероїд головного поясу, відкритий 14 жовтня 1990 року.
Тіссеранів параметр щодо Юпітера — 3,814.